# Wesley Strick

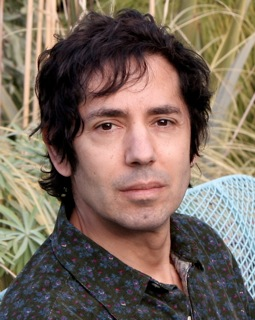
Strick in 2008

Wesley Strick (New York, 11 februari 1954) is een Amerikaans scenarioschrijver. 
Hij schreef het scenario voor de succesvolle horrorfilm Arachnophobia, de remake door Martin Scorsese van Cape Fear en de filmversie van het videospel Doom.  Voor het scenario van Final Analysis werd hij genomineerd voor de Golden Raspberry Awards 1992.
Wesley Strick paste het scenario van Bart De Pauw van de Vlaamse film Loft aan voor de Amerikaanse remake door Erik Van Looy, eveneens getiteld Loft.

## Filmscenario's
- True Believer (1989)
- Arachnophobia (1990)
- Cape Fear (1991)
- Final Analysis (1992)
- Wolf (1994)
- The Tie That Binds (1995)
- The Saint (1997)
- Return to Paradise (1998)
- The Glass House (2001)
- Hitched (2001) — deze film regisseerde hij ook zelf
- Doom (2005)
- Love Is the Drug ook gekend als  Addicted To Her Love (2006)
- A Nightmare on Elm Street (2010)
- Loft (2012)